# Kępa Bazarowa
Die Kępa Bazarowa (deutsch Bazar-Kämpe, Bazarkämpe) ist eine Binneninsel in der Weichsel. Sie liegt im Stadtteil Piaski (Groß und Klein Piask) im Süden der Stadt Toruń (Thorn) in der Woiwodschaft Kujawien-Pommern in Polen. Die letzte der bewaldeten Thorner Kämpen steht etwa zur Hälfte unter Naturschutz.

## Geographie
Die langgestreckte Insel liegt am linken Ufer der Stromweichsel und wird südlich vom schmalen Seitenarm der Mała Wisełka (deutsch Polnische Weichsel; übersetzt kleines Weichselchen) umflossen. Die Altstadt von Toruń, seit 1997 UNESCO-Welterbe, liegt unmittelbar nördlich jenseits des Flusses. Der Hauptbahnhof Toruń Główny liegt 300 Meter südlich der Brücke über die Mała Wisełka. Die Insel ist etwa 70 Hektar groß. Sie hat eine Länge von 2650 und eine Breite von bis zu 440 Metern. 
Westlich der Bazar-Kämpe lag die ehemalige Stronsker Kämpe. Am Nordufer der Weichsel wurden durch die Mäander der Wisełka (deutsch Kleine Weichsel) eine Reihe weiterer Kämpen gebildet. Nach der Begradigung des Stroms im 19. Jahrhundert verlandete die Kleine Weichsel. Das Gebiet der ehemaligen Inseln gehört heute teilweise zum Stadtpark. 

## Geschichte
Der Name der „Marktinsel“ ist seit dem Mittelalter bekannt und stammt wahrscheinlich von den Kaufleuten, die hier Station machten. Nach der Schlacht bei Tannenberg wurde auf der Insel am 1. Februar 1411 der Erste Frieden von Thorn ausgehandelt. Vertragspartner waren der Deutsche Orden sowie der polnische König Władysław II. Jagiełło und der mit ihm verbündete Großfürst Vytautas von Litauen. Die Insel lag zwischen dem Ordensstaat mit der Burg Thorn und Polen mit der ehemaligen Ordensburg Nessau (nordöstlich von Wielka Nieszawka (Groß Nessau)). Władysław II. erbaute in den 1420er Jahren die Grenzfestung Dybów in unmittelbarer Nähe zur Insel. 
In der späteren Zeit war die Insel dicht bebaut. Ihre Bewohner waren Handwerker, die ihre Berufe außerhalb der Zunftregel ausübten. Die Insel verdankt ihren Namen wahrscheinlich den Kaufleuten, die im Mittelalter auf der Insel Halt machten und einen Basar abhielten. Der polnische Name Kępa ist eine Polonisierung des niederdeutschen Kämpe.
Die hölzerne „deutsche Brücke“ führte von 1500 bis 1877 vom Thorner Brückentor (Brama Mostowa) zur Insel. Im 16. und 17. Jahrhundert ließen sich dort auch aus der Stadt vertriebene Huren nieder. Mit der dritten Teilung Polens kam Thorn 1793 zum Königreich Preußen. Im Jahr 1809 wurde dort die Österreichische Beschießung abgewehrt. 
Nach den Plänen von Johann Wilhelm Schwedler wurde bis 1873 die, heute nach Ernest Malinowski benannte, Eisenbahnbrücke errichtet. Die ehemalige kombinierte Straßen- und Eisenbahnbrücke führt über den Ostteil der Kämpe. Nach der Zerstörung der Holzbrücke diente eine Dampffähre dem Fußgängerverkehr von der Stadt direkt zur Insel. Der Brückenkopf wurde durch eine Schanze der Festung Thorn gesichert. Neben einem Wirtshaus waren beiderseits der Anlegestelle ein Herren- und Damenbad in der Weichsel verankert.
Aufgrund der Bestimmungen des Versailler Vertrags wurde Thorn mit dem Polnischen Korridor 1920 an die Zweite Polnische Republik abgetreten. In der Zwischenkriegszeit wurde ein Wassersportzentrum errichtet und die hölzerne „polnische Brücke“ über die Mała Wisełka durch ein Bauwerk aus Beton ersetzt. Die 1934 fertiggestellte Józef-Piłsudski-Brücke überführt heute die Staatsstraße DK15 über den Westzipfel der Kämpe.
Seit dem 19. Jahrhundert entstand allmählich ein in Polen seltener Auwald mit Weiden und Pappeln auf der Kępa Bazarowa. Der östliche Teil der Insel ist seit 1987 als Naturreservat mit einer Fläche von 32,4 Hektar unter Schutz gestellt.

## Verkehr, Tourismus und Baudenkmale
Die Insel wird vom Hauptbahnhof über die 2015 erneuerte Brücke über die Mała Wisełka erreicht. Seit 1969 befördert die Katarzynka (seit 2002 Katarzynka II) bis zu zwölf Fahrgäste über die Weichsel. Der Panoramablick auf die Altstadt ist eine der Touristenattraktionen von Toruń. Der Lehrpfad Ścieżka edukacyjna na Kępie Bazarowej führt an der nördlichen Grenze des Schutzgebiets über den Osten der Insel.
Unter Denkmalschutz stehen die Reste der Schanze als Teil der Festung Thorn und das Wassersportzentrum (Dom Sportowca) als örtliches Objekt.

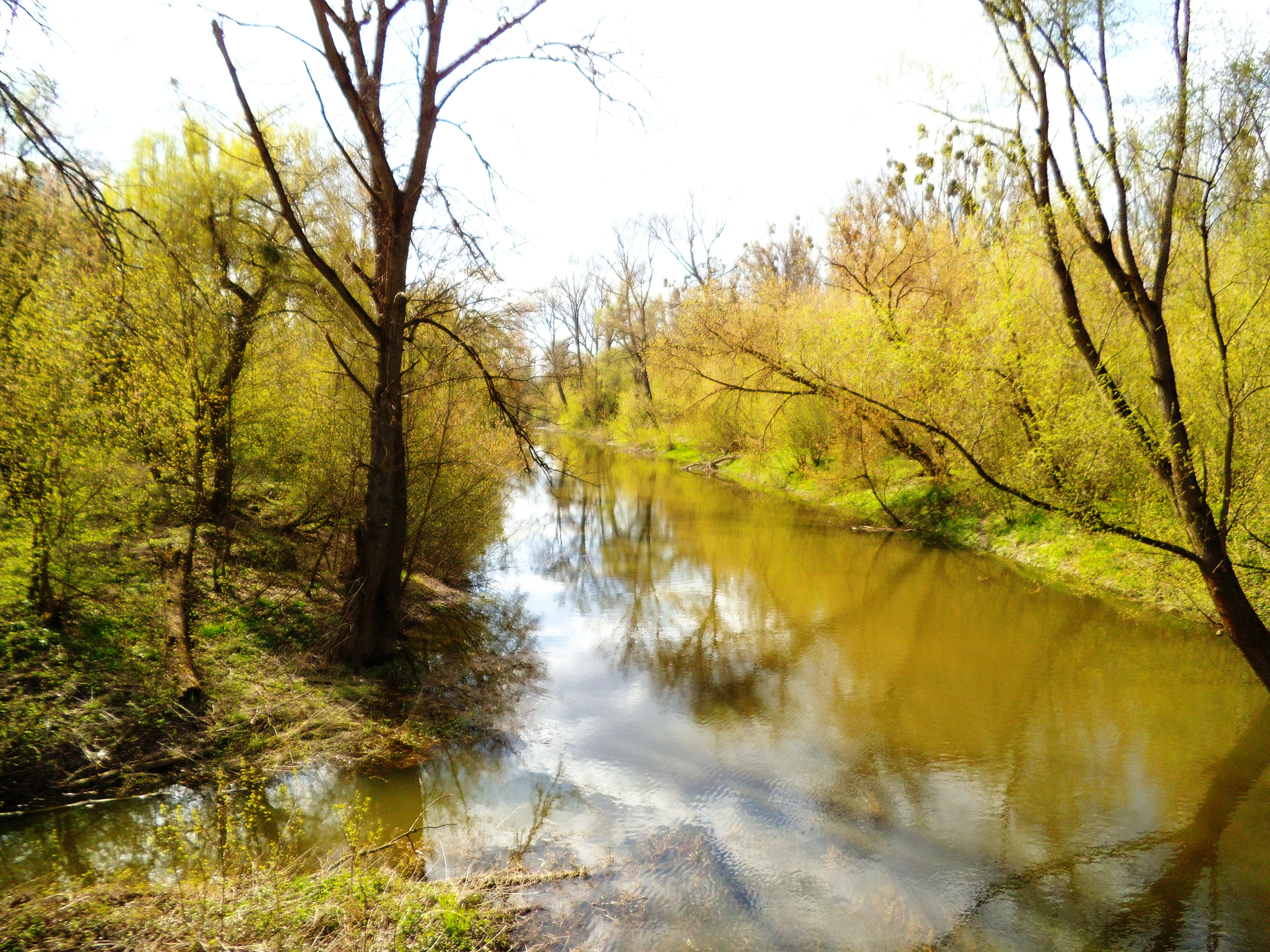
Mała Wisełka
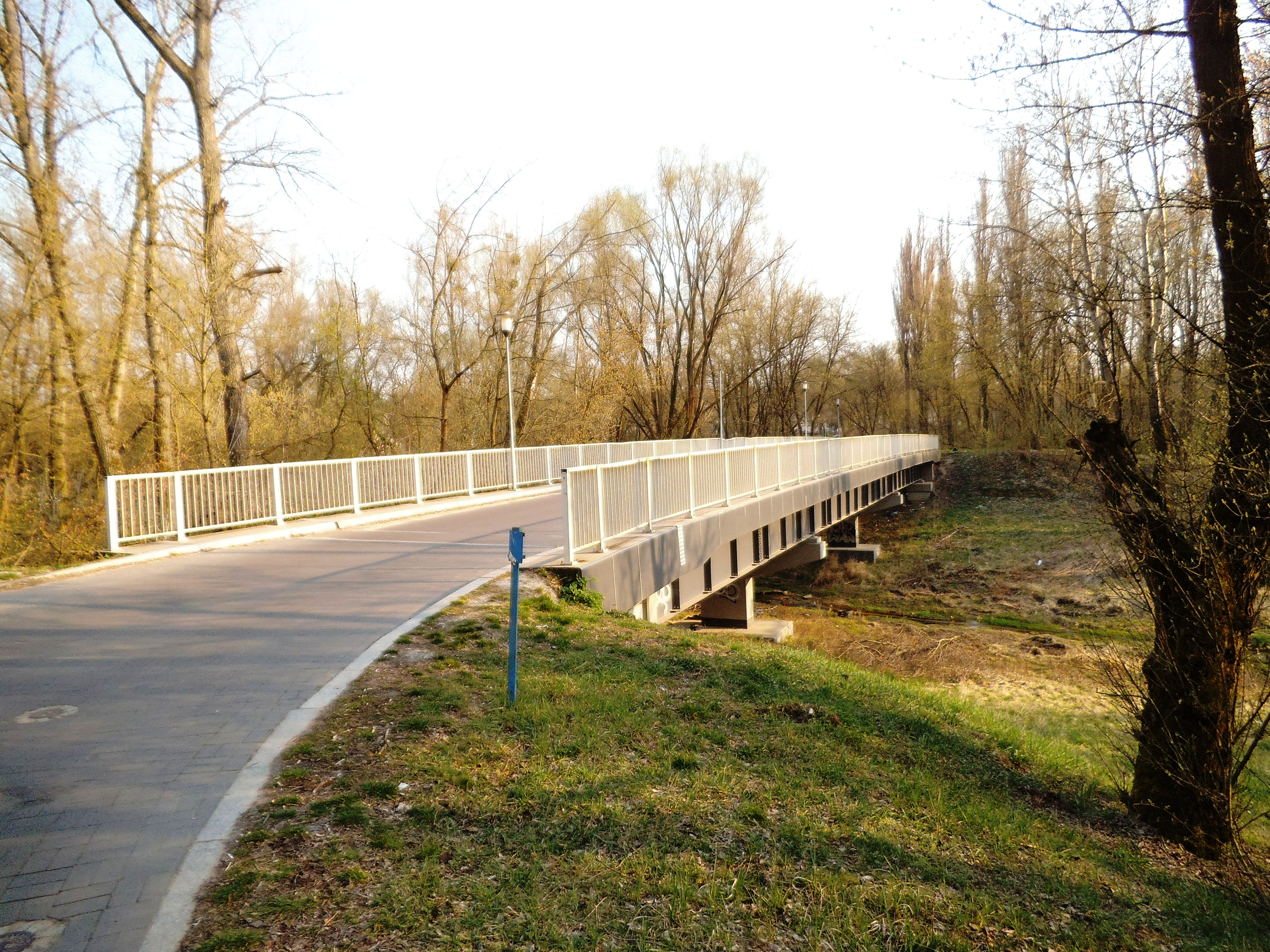
Brücke über die Mała Wisełka
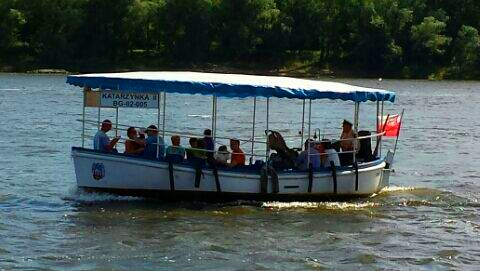
Katarzynka II
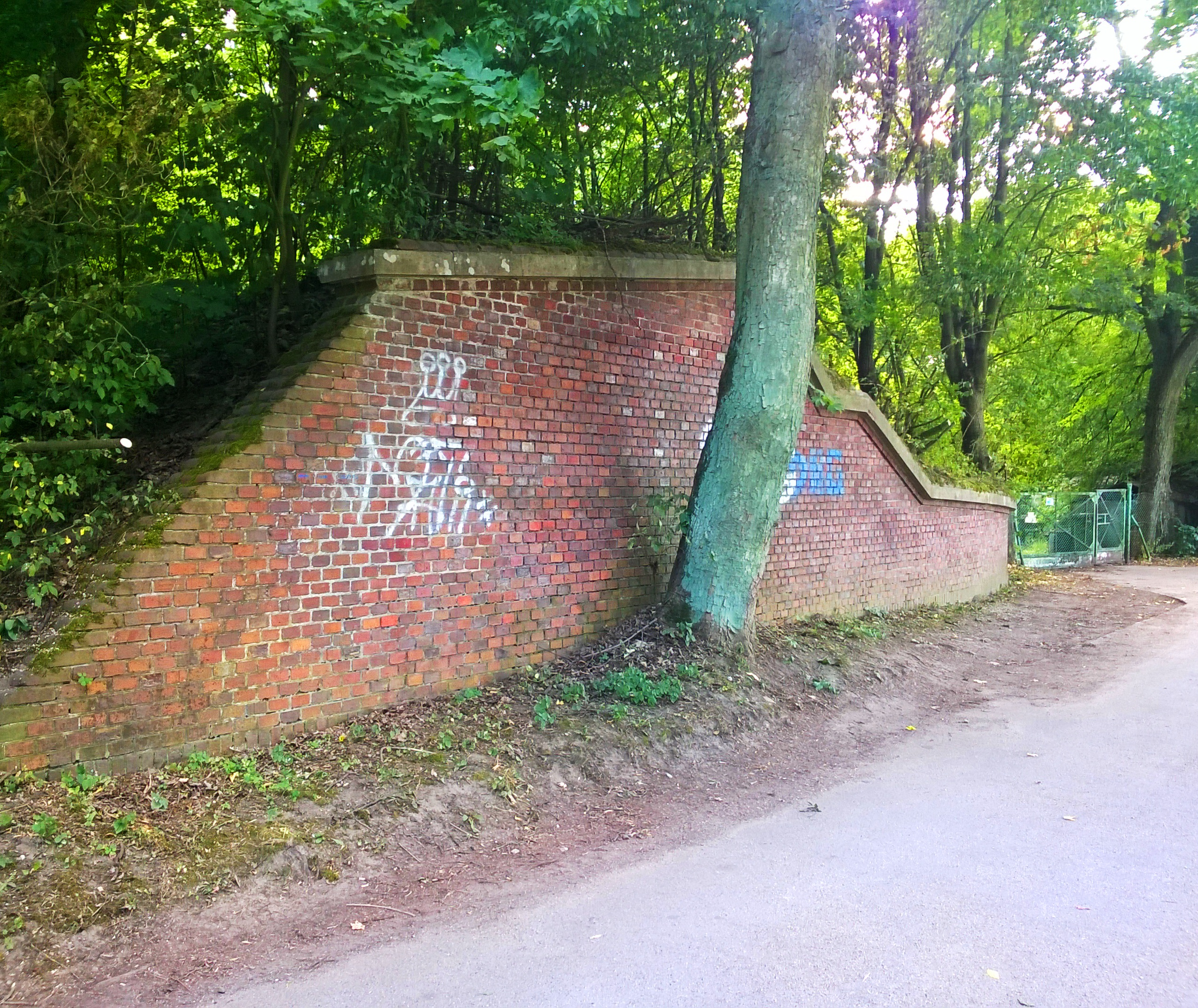
Reste der Schanze
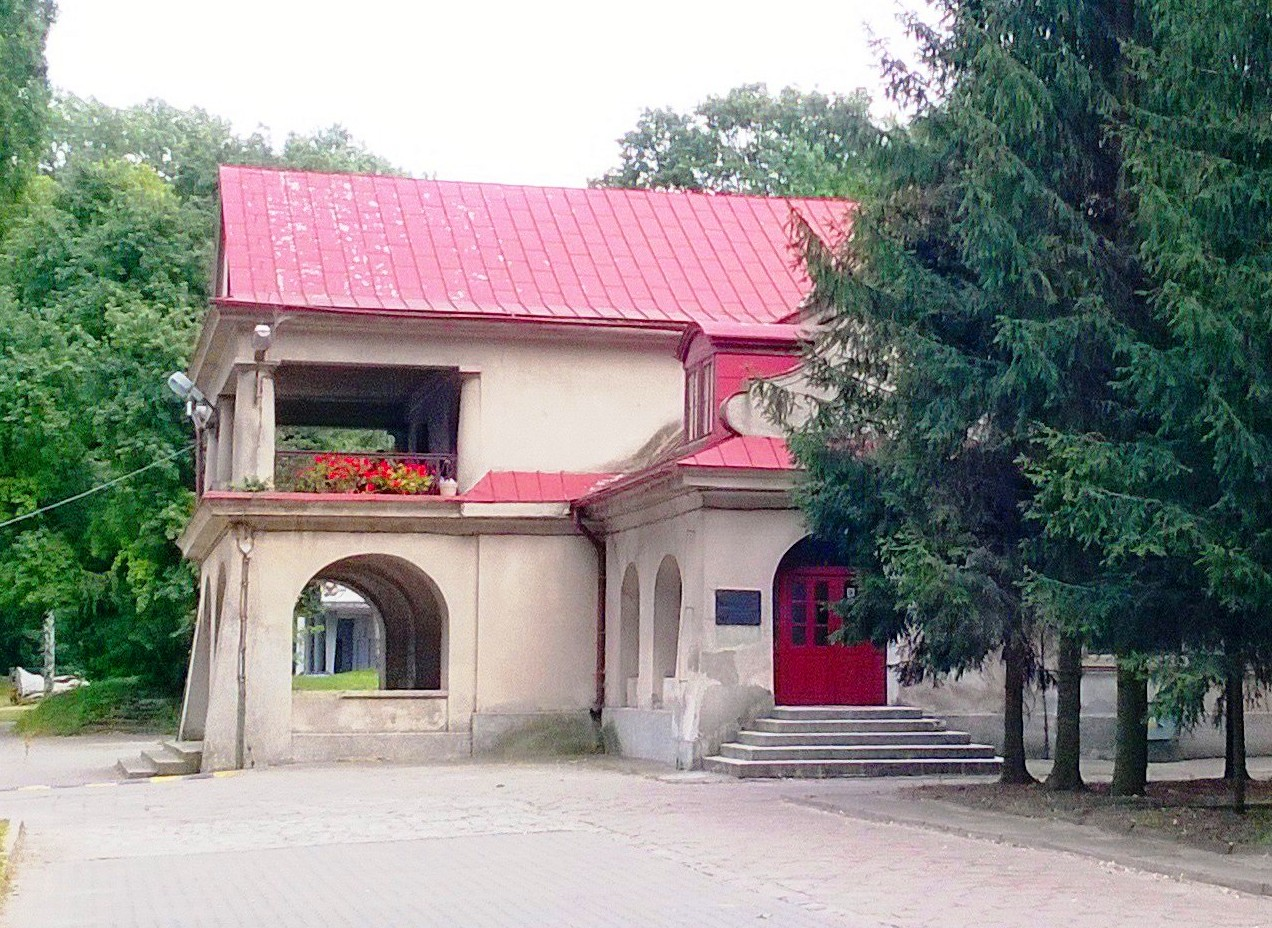
Dom Sportowca
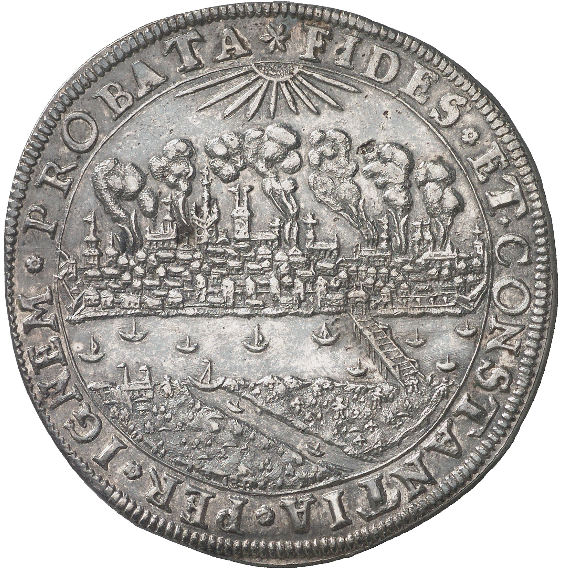
Vorne die Bazar-Kämpe auf dem Brandtaler von 1629